# Loån

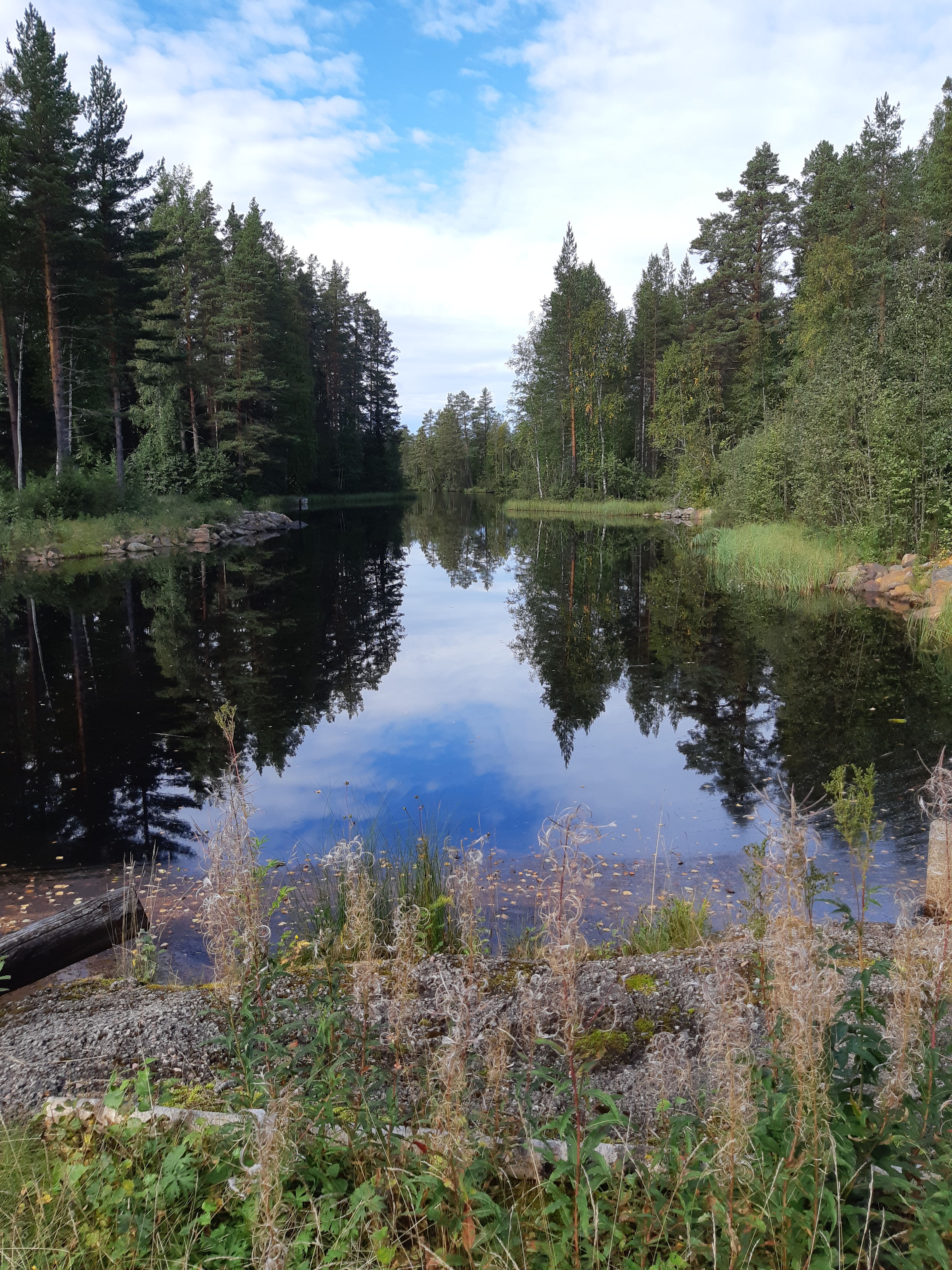
Dammen vid Sågströmmen

Loån är ett vattendrag i Hälsingland och ett biflöde till Voxnan. Dess upprinningsområde ligger norr och öster om Los i Ljusdals kommun. Vattnet avrinner genom tre årsregleringsmagasin för vattenkraftverk i nedre Voxnan och Ljusnan, genom de dämda källsjöarna Storryggen och Dåasen, med Kvarnån/Österhocklan respektive Mångån/Dåasån, och samlas i den dämda Lossjön strax öster om Los. Årsreglering medför omvänd vattenföring med biologiska skadliga konsekvenser i Loån, med högsta vattenflöden vintertid när det naturligt ska vara som lägst. Sedan följt av reducerad till utebliven vårflod och reducerat sommarvattenflöde, genom dämning för successiv återfyllning av de urtappade magasinen under sommarhalvåret till senhösten. Loån uppnår därför ej god hydrologisk eller ekologisk status enligt EU:s Vattendirektivet.
Loån rinner sedan ut ur Lossjön söderut i en av inlandsisen ureroderad sprickdal, till en början med det yngre kulturnamnet Hyttån, sträckan till Tensjön, vid dess utlopp ligger Tensbergs vattenkraftverk, därefter genom Övre Lomsjön och Nedre Lomsjön vidare till Mansjön vid byn Samuelsfallet och sedan in i Ovanåkers kommun, där ån från Lobonästrakten är meandrande i Hylströmmens isälvsdeltaområde, vid högsta kustlinjen, ned till utloppet i Voxnan vid slutet av Kilströmmen nedom Norra Blommaberg. Den mestadels lugnflytande sträckan från Mansjön till Voxnan är populärt som kanotvatten.

## Etymologi
Loåns namn utgår från namnet på Lossjön, tidigare benämnd Losjön, alltså med förled "Lo-", ursprungligen "lauh-" (som senare också övertagits avkortat till Los som namnet på orten Los. Tillägget av "s" för Lo- till Los har traderats från namnet på ett tidigare fäbodställe vid den då benämnda Losjön, som kallats Loskog eller möjligen Losjöskog.). "Lo-" kommer alltså av ett äldre "lauh-" med betydelsen "öppning/glänta". Loån betyder således "ån som kommer från (sjön som öppnar sig som) en glänta i skogen".

## Loåns strömfall
Inom Ljusdals kommun är ån mestadels väl sluttande men flackar successivt ut nedströms vid Lossjön. Inom Ovanåkers kommun är ån mestadels lugnflytande. Sågströmmen vid Lobonäs är den enda forsande och längre strömmen av betydelse inom Loån. Den är cirka en km lång, men är överdämd (i cirka 300 m) i övre delen med en damm ursprungligen byggd för vattensågen vid början av 1800-talet eller kanske tidigare, sedan även använd för dämning av vatten för flottning. 1836 fanns det ett par takförsedda byggnader på platsen för sågverket, enligt Blombergssons dagboksanteckningar från den 6 september 1836.

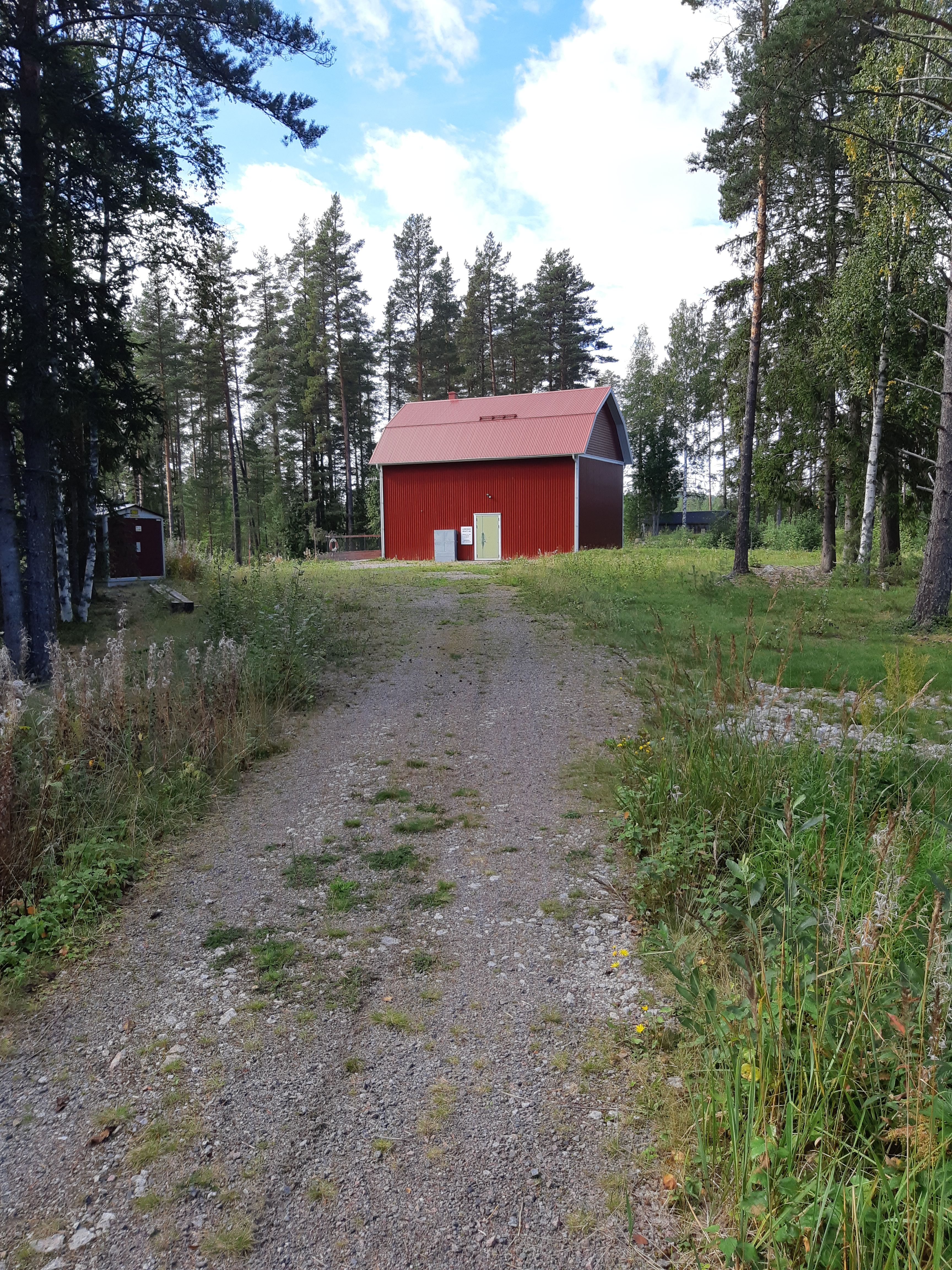
Lobonäs kraftverk vid Sågströmmen

## Lobonäs vattenkraftverk i Sågströmmen i Loån
1929 byggdes ett vattenkraftverk i den till dess för flottning anlagda kanalen, som anlagts för genare flottning ut i en timmerränna ner till en lägre och flackare del av Sågströmmen. Strömmen nedanför flottningsdammen rensades då i stället för fortsatt timmerflottning genom huvudfåran. Kraftverket hade en generator på ca 30 kVA, det försörjde till början ett 40-tal abonnenter i byarna Lobonäs, Mattsmyra och Gropabo. Detta kraftverk revs 2012 och blev under 2013 ersatt av ett nybyggt vattenkraftverk utan tillstånd enligt miljöbalken eller plan- och bygglagen. Mark- och miljödomstolen har ålagt i dom 2016-06-22 om ansökan om tillstånd och har ärendet för prövning sedan 2017-10-19. Enligt 4 kap 6 § Miljöbalken (1998:808) får nya vattenkraftverk inte uppföras i vattenområdet Voxnan uppströms Vallhaga med tillhörande käll- och biflöden, alltså inklusive Loån.

## Loåns naturvärden
Åsystemets bottenfauna har karaktäriserats med stor artrikedom av flera försurnings- och föroreningskänsliga arter, enligt utförda bottenfaunainventeringar av 38 av Gävleborgs läns strömmande vattendrag. Loån och bara åtta andra av de inventerade vattendragen utmärkte sig genom artrik och varierad bottenfauna, som på något sätt var skyddsvärda. Detta gör Loån särskilt värdefull som ett refugium för spridning till Voxnan.
Loån har genom sitt upprinningsområde med grönsten i berggrunden inom Lostrakten ett tillräckligt buffrande vatten mot surstötar, vilket gör Loåns vattensystem till tillräckligt försurningsbuffrad, alltså till ett refugium avseende bottenfaunaarter inom hela Voxnans vattenområde och således extra skyddsvärd. Loån och Sågströmmen är därför och dels genom sin förhållandevis större längd inom Loån den vetenskapligt mest betydelsefulla ån respektive strömmen inom regionen.
Utter har oavbrutet förekommit i Loån med föryngrande bestånd, vilket innebär att utterns lokala under långvarig evolution till Loån och övre Voxnan anpassade gener här har bibehållits, vilket gör denna utterstam extra värdefull. Spår i snö efter utter ses varje vinter vid dammen i Sågströmmen, eftersom den är den enda längre isfria sträckan i denna lugnflytande annars vintertid isbelagda del av Loån.
Bäver förekommer regelbundet i Loån.
Harr- och särskilt öringsbestånden är magra och utarmade i Loån, dels genom näringsbrist till följd av flottledsrensningar och dels lider de av den omvända vattenföringen i ån med maxflöde under den kallaste vintertiden. Den vattenföringen medför dels massivt skadande bildning av krav (1-3 mm stora iskristaller) genom utdrivande skadande bombardemang med iskristaller på strömfisken, dels med habitatförändrande strand- och bottenisbildning i och nedanför turbulenta strömsträckor. Loåns bestånd av strömfisk är alltså kulturskadat. Återställning av tidigare flottledsåtgärder, för gynnande av bottenfaunan till naturlig mängd och biodiversitet för fiskföda har ej skett i hela ån. Den enda begränsade återställning som utförts i Loån överst i Sågströmmen, delen närmast nedströms dammen, där utsätts sträckan numera för nolltappning ur dammen varje vinter sedan nybyggnationen av vattenkraftverket 2013, vilket medför att den åtgärdade delen årligen blir bottenfrusen och täckt av is, så att bottenfaunan och lagd fiskrom dödas, alltså en ekologiskt ej levande del av ån.